# Hipposideros macrobullatus
Hipposideros macrobullatus är en fladdermusart som beskrevs av Tate 1941. Hipposideros macrobullatus ingår i släktet Hipposideros och familjen rundbladnäsor. IUCN kategoriserar arten globalt som otillräckligt studerad. Inga underarter finns listade i Catalogue of Life.
Denna fladdermus förekommer på södra Sulawesi samt på Seram. Den lever troligen i skogar eller i andra områden med träd. Individerna vilar i grottor och i trädens håligheter.